# Землетрус на Північній Ідзу (1930)
Землетрус на Північній Ідзу 1930 р. (1930年地震北伊豆地震, Сен-кюх'яку-санджю-нен Кіта-Ідзу Джишин) стався 26 листопада о 04:02 за місцевим часом. Епіцентр землетрусу знаходився на півночі півострова Ідзу, Японія. Він мав величину Ms 7.3. Землетрус був спричинений рухом розлому Танна (丹那断層).

## Геологія
Півострів Ідзу розташований у північній околиці Філіппінської морської плити. Однак GPS вектори півострова Ізу розташовані майже на захід, що відрізняється від руху на північний захід Філіппінської морської плити. Сейсмічно активна зона на сході від півострова Ізу може бути зоною деформації між півостровом Ізу та основною частиною Філіппінської морської плити або часом вважати межею між мікроплитою Ізу та Філіппінською морською плитою. Підозрювана межа може бути скоріше складною зоною руйнування, ніж простою межею. З цієї точки зору мікропланшет Ізу відсувається Філіппінською морською плитою на північний захід і обертається за годинниковою стрілкою, обертаючись на основі півострова Ізу. Обертання викликає рух майже на захід під затокою Суруга. Міжплитова муфта під затокою Сугура не є слабкою.
Розлом Танна є частиною зони розлому Північної Ідзу (або зони розломів Кіта-Ідзу) (北伊豆断層帯). Північна зона розломів Ізу становить близько 32 кілометрів (20 миль) в довжину, лежить у напрямку ПНВ-ПдЗ. Ця зона розломів переважно з лівобічного розривного ковзання, з розрахунковою швидкістю лівобічного ковзання близько 2 метри (6,6 фут) на 1000 років. Землетрус на Північній Ізу 1930 р. Був ототожнений з рухом розлому Танна. Фокусний механізм був лівобічним несправним зсувом.

## Пошкодження
Повідомлялося про загибель 272 людей під час цього землетрусу. 2,165 будинків було повністю зруйновано. Рівень пошкодження будівлі був високим вздовж розлому Танна. У селі Каванісі (川西村), яке зараз є частиною Ідзунокуні, Сідзуока, обвалилося багато будівель. Землетрус спричинив багато зсувів. В селі Накакано (中狩野村) внаслідок зсуву загинуло 15 людей, а в селі Кітакано (北狩野村) ще 8 загинуло, обидва місця належать Ідзу, Сідзуока. Інтенсивність досягла Шіндо 6 в Місіма (Сідзуока). Пожежі були зареєстровані в Іто, Сідзуока.

## Пов'язані землетруси
Зміна напруги обвалу Кулона внаслідок землетрусу 1923 року в Канто, можливо, внесла свій вклад у виникнення цього землетрусу.
Біля Іто, Сідзуока, з 13 лютого до кінця травня 1930 року відбувся рій землетрусів, до якого землетрус 26 листопада не вважався належним.
Найбільший форшок цього землетрусу стався 25 листопада 1930 року о 16:05 за місцевим часом, а найбільший підземний шок відбувся 7 березня 1931 року о 01:53 за місцевим часом.

## Світло землетрусу
Спостерігалося значне землетрусне світло. Його можна було спостерігати на великій території, включаючи узбережжя затоки Суруга, півострів Ідзу, узбережжя затоки Сагамі, долини річки Сагамі, узбережжя Токійської затоки та півострів Башо. Повідомлялося, що землетрусне світло з’явилося до того, як стався землетрус, і воно тривало принаймні годину. 

## Дивитися також
- Список землетрусів 1930[en]
- Список землетрусів в Японії

## Зовнішні посилання
- Міжнародний сейсмологічний центр має бібліографію та/або авторитетні дані про цю подію.